# Miami Open 1996
Il Miami Open 1996 (conosciuto anche come Lipton Championships, per motivi di sponsorizzazione) è stato un torneo di tennis giocato sulla cemento. È stata la 12ª edizione del Miami Open, che faceva parte della categoria ATP Super 9 nell'ambito dell'ATP Tour 1996 e della Tier I nell'ambito del WTA Tour 1996. Sia il torneo maschile che quello femminile si sono giocati al Tennis Center at Crandon Park di Key Biscayne in Florida, dal 18 al 1º aprile 1996.

## Campioni

### Singolare maschile
Andre Agassi ha battuto in finale  Goran Ivanišević con il punteggio di 3–0 ritirato

### Singolare femminile
Steffi Graf ha battuto in finale  Chanda Rubin con il punteggio di 6–1 6–3

### Doppio maschile
Todd Woodbridge /  Mark Woodforde hanno battuto in finale  Ellis Ferreira /  Patrick Galbraith con il punteggio di 6–3 6–7 7–6

### Doppio femminile
Jana Novotná /  Arantxa Sánchez Vicario hanno battuto in finale  Meredith McGrath /  Larisa Neiland con il punteggio di 6–4, 6–4